# Wladimir Andrejewitsch Konstantinow

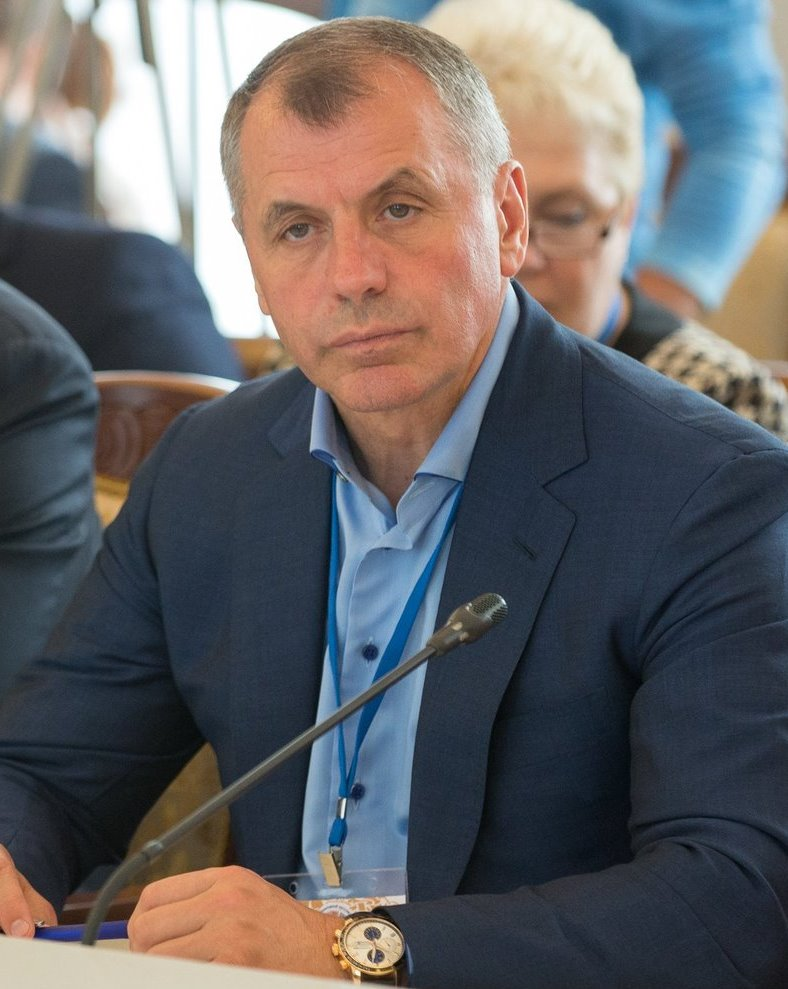
Wladimir Konstantinow (2016)

Wladimir Andrejewitsch Konstantinow (russisch Влади́мир Андре́евич Константи́нов, ukrainisch Володимир Андрійович Константинов Wolodymyr Konstantynow; * 19. November 1956 in Wladimirowka, Moldauische SSR) ist ein pro-russischer Politiker auf der Krim.

## Leben
Konstantinow war 2014 Präsident des Parlaments der Autonomen Republik Krim.
Konstantinow war bereits von 1998 bis 2002 sowie von 2006 bis 2010 Abgeordneter im Parlament der Autonomen Republik Krim und sitzt seit 2010 für die Partei der Regionen erneut im Parlament der Krim. Ab März 2010 war er Vorsitzender des Parlaments.
Die Partei der Regionen war aus den Parlamentswahlen auf der Krim im Jahr 2010 mit 80 von 100 Sitzen als die bei weitem stärkste Partei hervorgegangen. Die restlichen 20 Sitze gingen an fünf kleine Parteien.
Seit dem 19. September 2014 ist er Vorsitzender des Staatsrats der selbsternannten "Republik Krim" der ersten Einberufung. Die Generalstaatsanwaltschaft der Ukraine wirf ihm Hochverrat vor.
Am 8. September 2019 wurde Konstantinow in den Staatsrat der Krim gewählt. Noch im selben Monat wurde er zum Vorsitzenden des Staatsrats gekürt.
In den 1970er Jahren absolvierte Konstantinow in Simferopol eine Ausbildung zum Ingenieur und spielte in den 1990er Jahren eine führende Rolle bei der Bau- und Immobilienfirma „Konsol“.
Von 2001 bis 2010 leitete er die Bau- und Immobilienfirma „Ukrrosbud“ und wird hinsichtlich eines Vermögens von über 100 Millionen Dollar zu den wohlhabendsten Personen auf der Krim gezählt. Der ebenfalls aus Simferopol stammende ukrainische Politiker Andrej Wilenowitsch Sentschenko, der als Abgeordneter von Julija Tymoschenkos Vaterlandspartei im Parlament der Ukraine sitzt, behauptet dagegen, dass Konstantinow in den 1990er Jahren in betrügerische Immobiliengeschäfte verwickelt gewesen und praktisch bankrott sei.
Im April 2014 setzten die US-Regierung und die EU Konstantinow nach der völkerrechtswidrigen Annexion der Krim durch Russland auf eine Sanktionsliste, die Konstantinow die Einreise in die Vereinigten Staaten und die Mitgliedsstaaten der EU verbietet.